# Pied-de-coq (motif)
Le pied-de-coq est un motif tissé d'un textile à armure croisée formant un effet de damier empiétant de même type que le pied-de-poule mais d'une taille supérieure ,. 
L'appellation « pied-de-coq » comme celle de « pied de puce » pour un motif plus petit, est un néologisme qualifiant la dimension du motif pied de poule.
Techniquement, c'est un sergé croisé 2 lie 2 composé d’une chaîne alternant plus de quatre fils noirs et quatre fils blancs, et d’une trame alternant plus de quatre duites noires et quatre duites blanches, avec fils de chaîne et fils de trame identiques, les quatre fils étant la base du motif pied-de-poule.
L'effet d'armure factice combinant l'armure avec ourdissage et navetage appropriés peut aussi s'obtenir par impression du tissu. 
Le pied-de-coq, dont les motifs peuvent atteindre plusieurs centimètres de large, sont utilisés de préférence pour les manteaux.
Le couturier Alexander McQueen a présenté à l'automne 2009 une collection haute-couture entièrement en motif pied-de-poule dont plusieurs tenues arboraient des motifs géants pied-de-coq. 

## Sources
1. ↑  « PIED-DE-POULE : Définition de PIED-DE-POULE », sur cnrtl.fr (consulté le 24 avril 2025)
2. ↑  « PIED : Définition de PIED », sur cnrtl.fr (consulté le 24 avril 2025)
3. 1 2  « Lexique Textile : Motifs Draperie », sur Première Vision (consulté le 24 avril 2025)
4. ↑  « DUITE : Définition de DUITE », sur www.cnrtl.fr (consulté le 24 avril 2025)
5. ↑  Institut français du textile et de l'habillement, « Lexique - p - pied-de-coq (archive) », sur IFTH  - Archive (consulté le 24 avril 2025)
6. ↑  husbands, « LE MOTIF PIED DE POULE », sur HUSBANDS, 17 février 2021 (consulté le 24 avril 2025)
7. ↑  (en-US) Sarah Mower, « McQueen Fall 2009 Ready-to-Wear Collection », sur Vogue, 10 mars 2009 (consulté le 24 avril 2025)